# Hans Langkjær
Hans Langkjær (18. februar 1865 i Vejle – 17. april 1942) var en dansk bogtrykker, der var formand for Dansk Arbejdsgiverforening (DA) fra 1920 til 1932. Han var desuden medlem af partiet Venstre.
Fra 1893 ledede han sit eget trykkeri, der blandt udgav tidsskriftet Tårnet, som blev redigeret af Johannes Jørgensen. I 1907 blev han medlem af DA's forretningsudvalg og i 1918 næstformand.
Under generalstrejken i påsken 1920 ledte Langkjær forhandlingerne, og han høstede her anerkendelse som en dygtig og smidig forhandler. Under hans ledelse lykkedes det i 1921-1922 DA at få beskære lønningerne med en trejdedel, ligesom DA i 1919 opsagde overenskomsten med De Samvirkende Fagforbund om 8-timers-arbejdsdagen. I Langkjær-årene skete der samtidig en modernisering af DA. 
I 1933 forlod han Venstre i protest mod Kanslergadeforligets forbud mod arbejdskonflikter.
Han var medlem af Industriforeningens repræsentantskab fra 1910, af Industrirådet fra dets oprettelse 1920, formand for Arbejdsgivernes Ulykkesforsikring og havde mange andre tillidsposter. Han var Kommandør af 2. grad af Dannebrogordenen og Dannebrogsmand.
Hans Langkjær er begravet på Hellerup Kirkegård.